# Raku järv
Le lac Raku (estonien : Raku järv) est un lac se situant dans la commune de Saku et à Tallinn en Estonie,..

## Présentation
Le lac est situé à la frontière entre la ville de Tallinn et la commune de Saku, à 8 km au sud du centre de Tallinn entre les routes Männiku tee et Viljandi maantee et au sud du cimetière de Liiva.
Le lac a été créé à la suite de l'extraction de sable.
Le Raku järv se trouve à 43 mètres d'altitude. 
Immédiatement au sud-ouest du lac se trouve le Männiku järv.
Le lac a une superficie de 233,5 hectares, sa profondeur moyenne est de 6,4 mètres et sa profondeur maximale de 18,7 mètres.
Le bassin principal du lac mesure 1,3 kilomètre de long et 1,0 kilomètre de large.
Le lac compte 5 îles d'une superficie totale de 0,8 hectares.
Le rocher géant de Männiku (et) se trouve sur la péninsule occidentale du lac.

## Galerie

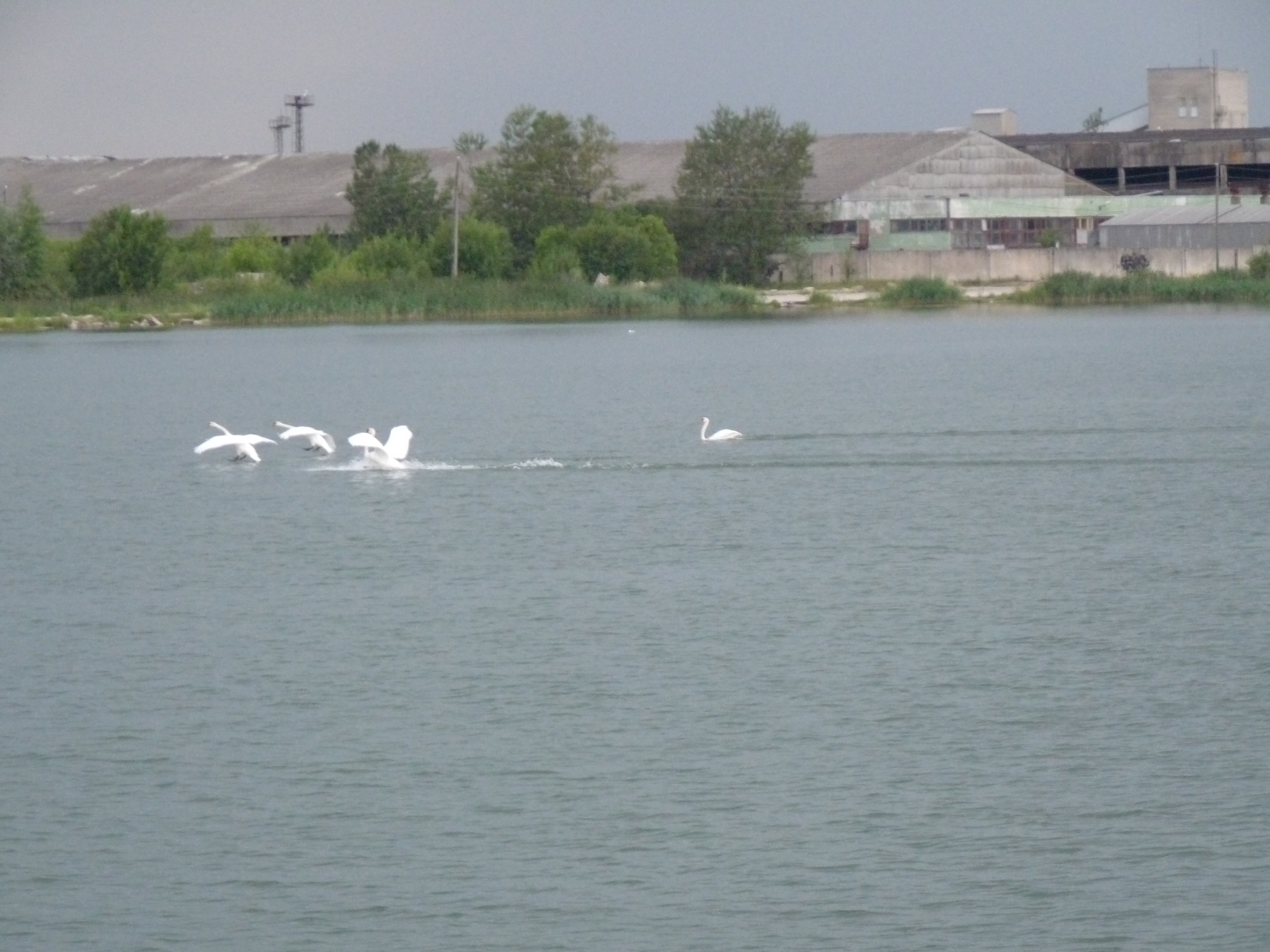
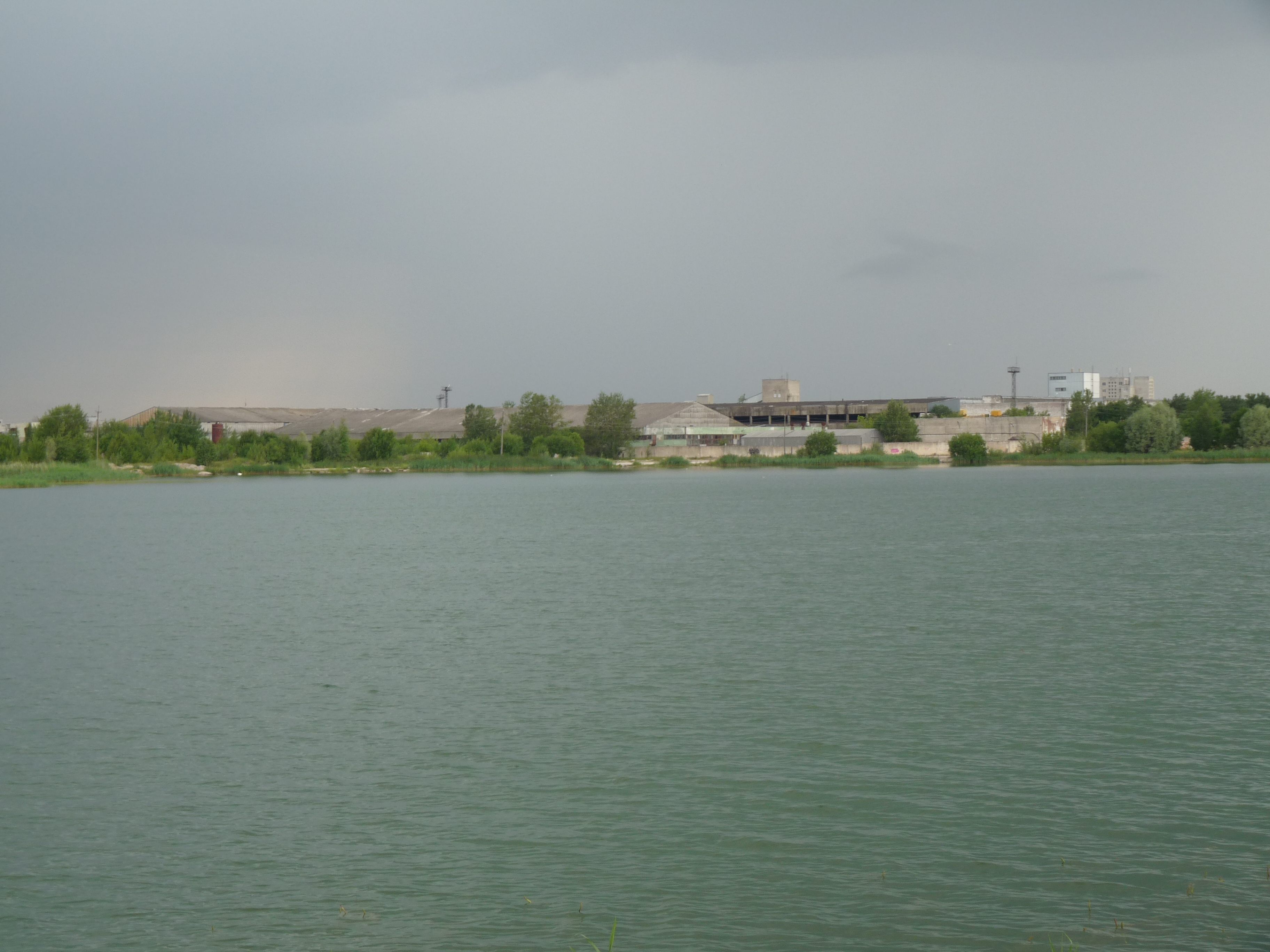
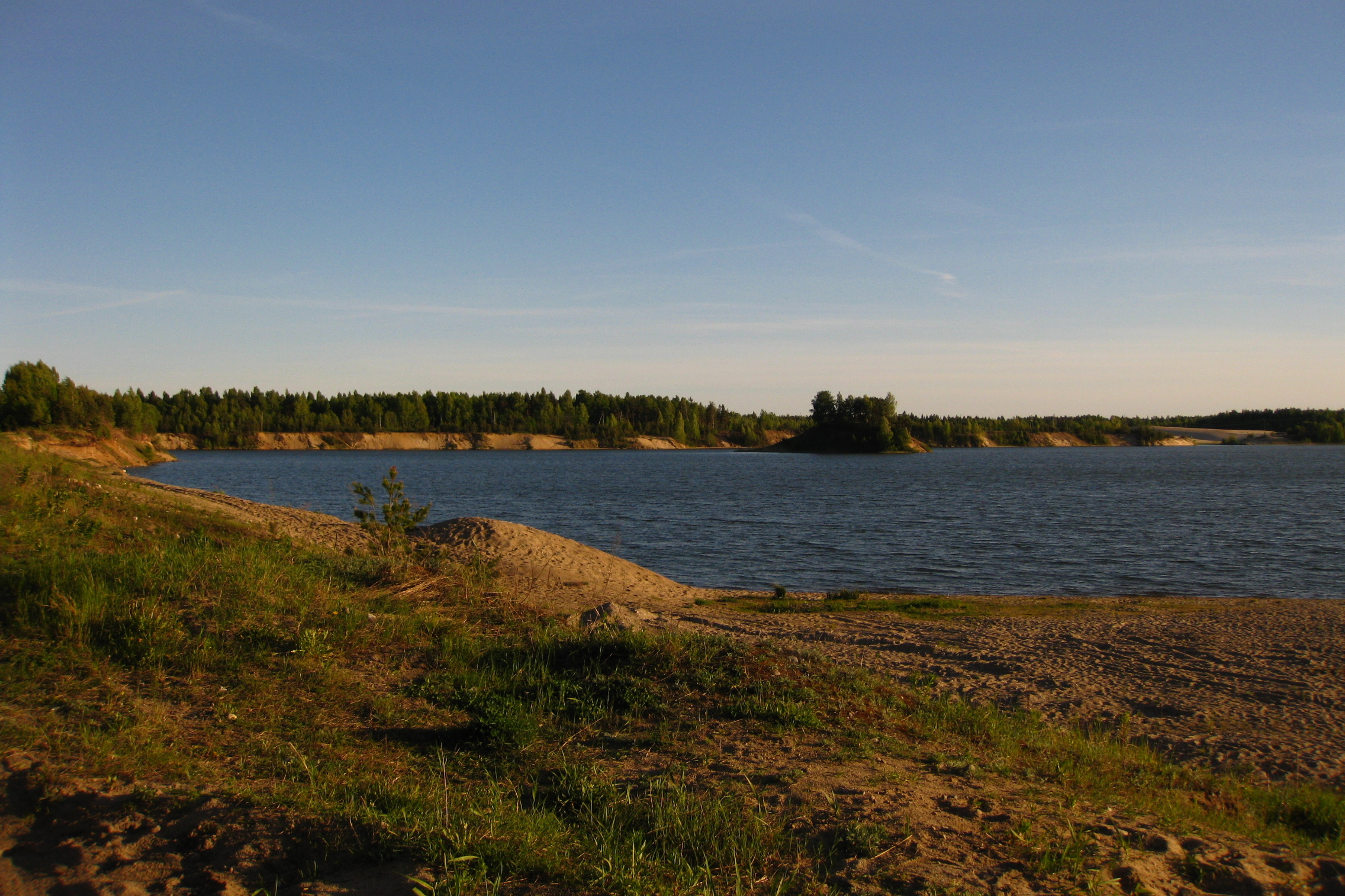
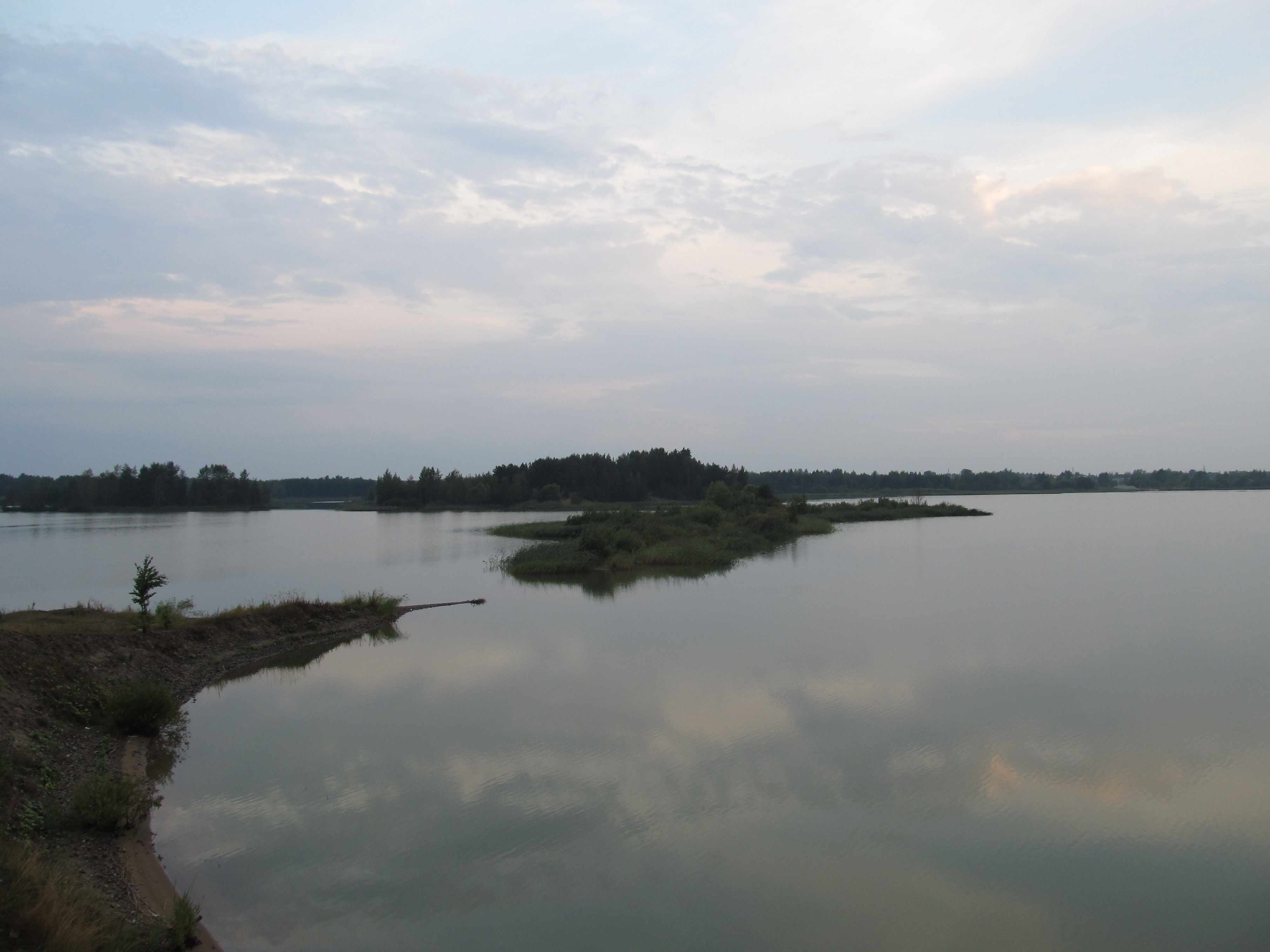